# Debby Stam
Debby Stam-Pilon (Zaanstad, 24 luglio 1984) è una pallavolista olandese.
Gioca nel ruolo di schiacciatrice nell'Entente Sportive Le Cannet-Rocheville Volley-Ball.

## Carriera
La carriera di Debby Stam inizia nel 1991, nelle selezioni giovanili della squadra della sua città, il Volleybal Vereniging Zaanstad. Inizia la carriera da professionista nella stagione 2001-02, ingaggiata dall'AMVJ, dove resta per due stagioni. Nella stagione 2003-04 gioca nel Volleybalclub Weert; al termine della stagione ottiene le prime convocazioni in nazionale. Dal 2004 al 2008 gioca nel Martinus, con cui domina il campionato, la coppa nazionale ed ha vinto una supercoppa nazionale; nell'estate del 2007 con la nazionale olandese ha vinto il World Grand Prix.
Nella stagione 2008-09 viene ingaggiata dal Volejbol'nyj klub Universitet-Technolog, con cui vince la Coppa di Russia; nell'estate del 2009 con la nazionale è finalista al campionato europeo. Nella stagione successiva gioca nella Voleybol 1. Ligi turca col VakıfBank Güneş Sigorta Spor Kulübü, disputando la finale di Coppa di Turchia e la finale scudetto, perdendo in entrambe le occasioni contro il Fenerbahçe Spor Kulübü.
Nella stagione 2010-11 viene ingaggiata dal Międzyszkolny Klub Sportowy Muszynianka, con cui vince un campionato, una Coppa di Polonia ed una Supercoppa polacca, dove viene eletta miglior giocatrice. Nella stagione 2012-13 viene ingaggiata dall'Azərreyl Voleybol Klubu, squadra della Superliqa azera; durante l'esperienza azera subisce un grave infortunio alla schiena, che la costringe a saltare la stagione successiva; prolungando poi il periodo di inattività per maternità.
Ritorna in campo nell'estate del 2015, tornando ad indossare la maglia della nazionale con cui vince la medaglia d'argento al campionato europeo. Per il campionato 2015-16 approda nella Ligue A francese con la formazione dell'Entente Sportive Le Cannet-Rocheville Volley-Ball, vincendo la Supercoppa francese; con la nazionale si aggiudica il bronzo al World Grand Prix 2016.

## Palmarès

### Club
- Campionato olandese: 3

2005-06, 2006-07, 2007-08
- Campionato polacco: 1

2010-11
- Coppa dei Paesi Bassi: 2

2006-07, 2007-08
- Coppa di Russia: 1

2008
- Coppa di Polonia: 1

2010-11
- Supercoppa olandese: 1

2007
- Supercoppa polacca: 1

2011
- Supercoppa francese: 1

2015

### Nazionale (competizioni minori)
- Piemonte Woman Cup 2010
- Montreux Volley Masters 2015

### Premi individuali
- 2011 - Supercoppa polacca: MVP